# Persimmon regiment

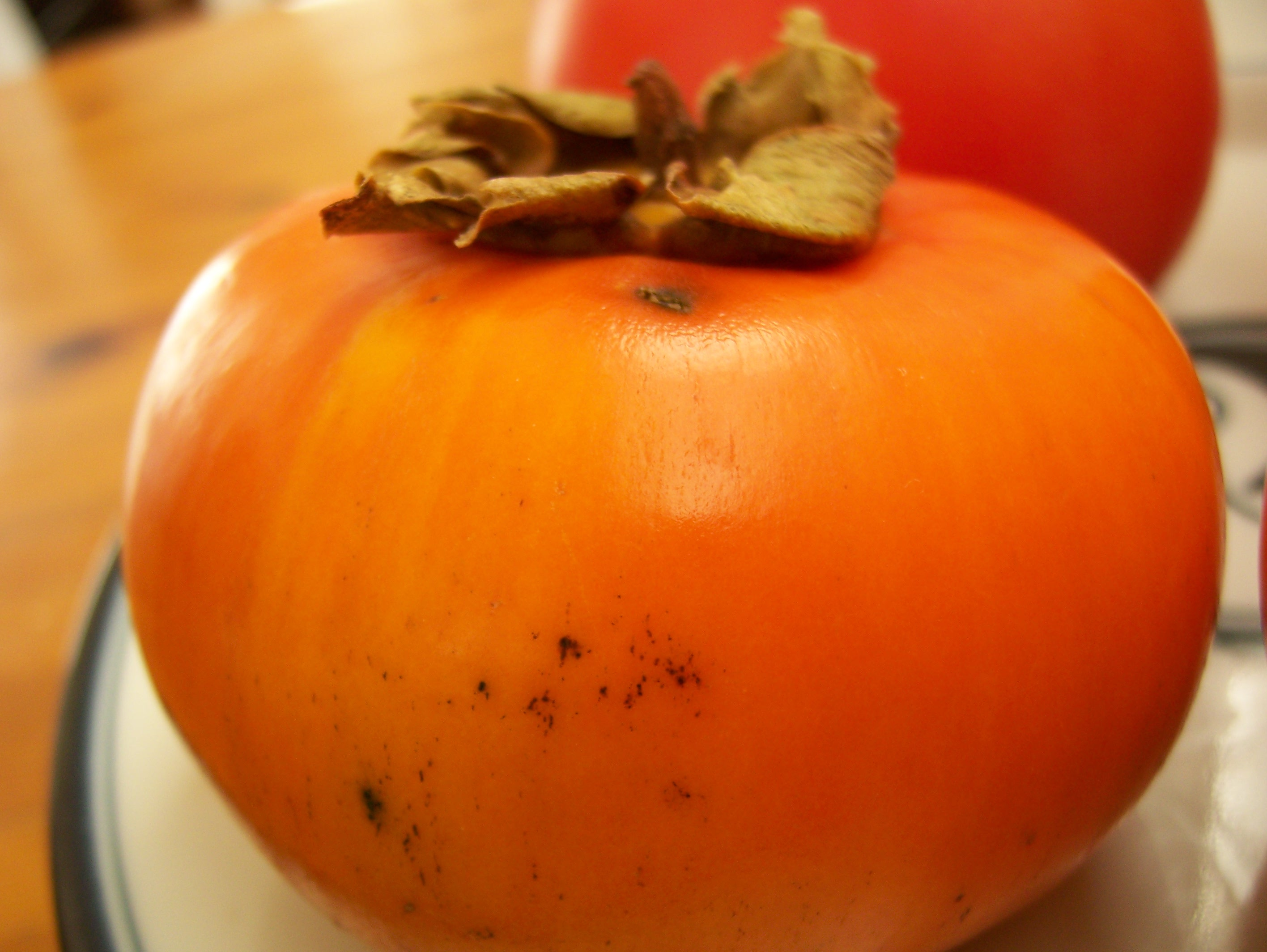
Ảnh chụp một quả hồng.

Persimmon regiment (tiếng Việt: Trung đoàn quả hồng) là thuật ngữ được sử dụng trong Nội chiến Hoa Kỳ nhằm mô tả một trung đoàn xuyên suốt lịch sử đã ngừng hành quân trong thời gian ngắn để tiêu thụ quả hồng, một loại trái cây phổ biến ở miền Nam nước Mỹ. Ba trung đoàn khác nhau trong quân đội Liên bang cũng có được biệt danh này.
Trung đoàn 73 Bộ binh Illinois mang biệt danh này vào năm 1862. Trong lúc hành quân từ Crab Orchard, Kentucky, khi trung đoàn vừa tiến đến Nashville, Tennessee, Nhiều binh lính trong đoàn quân này thực hiện hành động đầu tiên sau khi cắm trại qua đêm để tìm kiếm một lùm hồng và cướp lấy mang về, ngay cả trước khi pha cà phê hoặc dựng lều. Tập tục này cũng xảy ra xung quanh trận Mill Springs.  Đại tá Bernard Laiboldt, sau khi chứng kiến hành động này xảy ra quá thường xuyên so với sở thích của mình, đã nói rằng với sở thích ăn hồng của người lính Illinois số 73 và niềm yêu thích đường ray của người lính Missouri số 2, ông có thể chiếm được thủ đô Richmond, Virginia của Liên minh miền Nam chỉ với hai trung đoàn đó, nếu một đống cây hồng và đường ray được tìm thấy trên quảng trường công cộng của Richmond.
Trung đoàn 35 Bộ binh Ohio có biệt danh này do 15 người lính trong số họ bị quân đội Liên minh miền Nam bắt giữ vào tháng 12 năm 1861 trong một trận giao tranh mà thay vì chiến đấu với quân miền Nam, người lính Ohio lại chọn đi tìm quả hồng.
Trung đoàn 100 Indiana có biệt danh này khi tham gia chiến dịch Vicksburg của Tướng Ulysses S. Grant. Vào ngày đầu tiên hành quân từ Memphis, Tennessee đến Vicksburg, Mississippi, trung đoàn đã coi thường vai trò hậu tập của mình và khi tìm thấy một vườn hồng chín, họ bỏ mất một thời gian dài để thu hoạch quả hồng và bị quân địch bắt giữ vì đi lạc. Sau vụ này, quân đội Liên minh miền Nam đã ngăn chặn thành công việc tiếp tế lương thực cho đoàn quân của Grant, khiến Trung đoàn 100 Indiana thường lấy quả hồng làm thực phẩm duy nhất của mình. Lúc đầu, biệt danh này được sử dụng mang tính "chế nhạo", nhưng sau khi Trung đoàn 100 Indiana thể hiện nhiều lòng dũng cảm trong chiến đấu, biệt danh này đã trở thành niềm tự hào rất lâu sau chiến tranh.